# GP Erik Breukink
De GP Erik Breukink was een meerdaagse wielerwedstrijd die slechts tweemaal werd georganiseerd ter ere van Erik Breukink.